# Himmelske Fader, ge åt oss alla
Himmelske Fader, ge åt oss alla är en psalm med text skriven 1961 av Daniel T Niles och musiken skriven 1961 av Elena G Maquiso. Texten översattes till svenska 1978 av Anders Frostenson.

## Publicerad i
- Den svenska psalmboken 1986 som nr 339 under rubriken "Treenigheten".
- Psalmer och Sånger 1987 som nr 349 under rubriken "Fader, Son och Ande - Treenigheten".[1]